# Institute for the Future
L'Institute for the Future (IFTF) è un'organizzazione formata da un gruppo di esperti con sede a Palo Alto in California, fondata nel 1968 come spin-off dalla RAND Corporation, per aiutare le organizzazioni e aziende a pianificare per il futuro a lungo termine. Sono esperti di futurologia.